# (213893) 2003 TN2
(213893) 2003 TN2 là một tiểu hành tinh vành đai chính được phát hiện ngày 7 tháng 10 năm 2003 bởi James Whitney Young ở Đài thiên văn Núi bàn gần Wrightwood, California.